# Vroegchristelijk jodendom
Vroegchristelijk jodendom is een benaming voor een aantal vormen van christelijk jodendom in de periode vanaf de eerste volgelingen van Jezus tot aan begin vijfde eeuw. Met name in het Engelstalige vakgebied zijn nogal wat discussies gevoerd over het hanteren van de benaming voor deze stromingen. Er zijn variaties zoals Jewish Christianity,  Judaeo-Christinanty, Judaic Christianity, Christian Judaism en Hebrew Christianity. Er is geen algemeen geaccepteerde term voor het totaal van deze stromingen binnen de bedoelde periode.
In het Nederlands worden de stromingen aangeduid als 'joods christendom' ('jodenchristendom') of  '(vroeg)christelijk jodendom'. De laatste benaming brengt beter tot uitdrukking dat het hier handelt om een intern, joods fenomeen. Met de benaming vroegchristelijk jodendom wordt zowel het jodendom van de eerste volgelingen van Jezus bedoeld als het christelijk jodendom dat zich tot de vijfde eeuw wist te handhaven naast het vroege rabbijnse jodendom en het christendom waar handhaving van de Wet van Mozes geen rol speelde.

## Definities en profielen
Er is op het vakgebied ook geen eensluidendheid over een definitie van  vroegchristelijk jodendom. Vanaf de tweede helft van de twintigste eeuw is er veel aandacht voor de grote veelvormigheid van het vroege christendom. Er was ook niet één vroegchristelijk jodendom, want ook daarbinnen waren verschillende opvattingen. Een aantal auteurs heeft in de eenentwintigste eeuw een andere wijze van benaderen gekozen waarbij het zoeken naar een zogenaamde sluitende definitie wordt losgelaten. In die benadering worden  de joodse dan wel christelijke componenten van een tekst of gemeenschap geanalyseerd. Daarbij wordt aandacht gegeven aan de vraag hoe die opvattingen en praktijken wel of niet grenzen afbakenen tussen insiders en outsiders.  Het gaat dan om vragen als:
- Zijn er karakteristieke joodse praktijken, zoals circumcisie, handhaving van de sjabbat en de spijswetten?
- Worden karakteristieke joodse ideeën, zoals JHWH als de enige God, de rol van de Joodse tempel en de Torah gehandhaafd?
- Was de herkomst van een persoon of groep Joods of niet? - Dit is op zich de meest voor de hand liggende indicator, maar ook de minst zeggende want er waren heel verschillende opvattingen en praktijken tussen christenen van joodse afkomst. Het kan wel sommige aspecten van handelen verduidelijken. Paulus zou op basis van de eerste twee punten niet of nauwelijks een christelijke jood genoemd kunnen worden. Zijn afkomst was echter de oorzaak dat hij verwikkeld raakte in het theologische probleem van het handhaven van de Mozaïsche wet. Hoewel hij een Wetsvrij christendom predikte, droeg hij wel bij ten behoeve van de armen in de vroegchristelijke gemeenschap te Jeruzalem die de Wet handhaafde.

Deze drie punten geven een indicatie van de mate van het joods zijn van het vroegchristelijk jodendom.
- Wat is de rol van Jezus in de ideologie van de gemeenschap/groep? Wordt Jezus beschouwd als een joodse profeet of is hij meer een goddelijke entiteit, een gelijke aan God? - Deze indicator zegt iets over de mate van van het christelijk zijn van het vroegchristelijk jodendom. Samen met de eerste twee punten vormt het de kern van een klassiek profiel van vroegchristelijk jodendom.
- Is de doop in de naam van Jezus (of de Drie-eenheid) een ritueel dat toegang geeft tot een gemeente? - Veel joodse groepen voerden  dagelijkse wassingen van voedsel en lichaam uit. De vraag is of de doop deze wassingen verving dan wel op zijn minst complementeerde met een ritueel dat in principe maar eens in het leven werd uitgevoerd en de persoonlijke opname van iemand  in een christelijke gemeente markeerde.

Op basis van de antwoorden op deze en nog andere vragen kan een joods-christelijk profiel opgesteld worden van een tekst of groep.

## De eerste volgelingen van Jezus
De eerste volgelingen van Jezus waren Joden die volgens de Mozaïsche wet leefden. Men kwam dagelijks bijeen in de tempel in Jeruzalem. Voor de verwoesting van de tempel in 70 namen de volgelingen van Jezus samen met andere Joden deel aan de offercultus. Kort na de dood van Jezus ontstond een verschil van opvatting over de toelating van heidenen (niet-joden) tot een christelijke gemeente. De essentie was of deze wel of niet verplicht konden worden tot leven volgens de Mozaische wet, inclusief besnijdenis. Dat verschil van opvatting werd besproken op het concilie van Jeruzalem. De uitkomst was dat die verplichting niet kon worden opgelegd.
De informatie over deze kwestie berust vooral op de Handelingen van de apostelen en de brief van Paulus aan de Galaten. Die informatie geeft echter een verschillend beeld. In Handelingen (geschreven tussen 80 en 100) wordt geprobeerd de indruk te vermijden dat bekering zonder het onderhouden van de joodse wet een echt nieuwe ontwikkeling was. In Handelingen wordt het beschreven als een voortzetting van wat vooral door Petrus is begonnen. Petrus wordt in de beschrijving van de bijeenkomst geciteerd met onder meer "Hij (God) heeft geen enkel onderscheid gemaakt tussen ons en hen (de heidenen), want hij heeft hen door het innerlijk geloof gereinigd. Waarom wilt u God dan trotseren door op de schouders van deze leerlingen een juk te leggen dat onze voorouders noch wijzelf konden dragen? Nee, wij geloven dat wij alleen door de genade van de Heer Jezus gered kunnen worden, op dezelfde wijze als zij".
In de brief aan de Galaten (geschreven 50-60) wordt een ander beeld geschetst. Daarin is Paulus van mening dat hij de stap heeft genomen om heidenen die zich willen bekeren vrij te stellen van van het handhaven van de joodse wet. Paulus maakt ook duidelijk dat dit een geheel nieuwe ontwikkeling was die in het begin sterk werd afgekeurd door de apostelen in Jeruzalem en ook later bij joodse groepen veel tegenstand kreeg.
In latere literatuur van het christelijk jodendom wordt Petrus meerdere malen beschreven als handhaver van de Mozaïsche wet en Paulus als een afvallige jood.
De in Handelingen beschreven visie van een continuïteit tussen het jodendom, de vroegste gemeente in Jeruzalem en een christendom zonder handhaving van de joodse wet heeft in de eeuwen daarna aanzienlijke invloed gehad op het denken over vroegchristelijk jodendom. Het moet ook tot een verwijdering met andere niet-christelijke joodse groepen hebben geleid. Het had tot gevolg dat het christelijk jodendom in een geïsoleerde positie kwam. Het vroeg-rabbijnse jodendom ging het christelijk jodendom als ketters beschouwen. Rond het jaar 100 werd de twaalfde spreuk van het Achttiengebed geherformuleerd tot een vervloeking van joodse ketters, waaronder christelijke joden. Het leidde voor hen tot het weigeren van toegang tot de synagoge.
Ook latere kerkvaders konden het christelijk jodendom van de tweede, derde en vierde eeuw als een vorm van ketterij beschouwen omdat alleen het Wetsvrije christendom de legitieme voortzetting zou zijn van het christendom van de vroegste gemeente.

## Joods-christelijke evangeliën en andere literatuur
Geen enkele van de  joods-christelijke evangeliën is in zijn geheel bewaard gebleven. Uit de geschriften van de kerkvaders zijn haast veertig fragmenten bekend. De vroege kerkvaders waren zelf van mening dat er slechts één joods-christelijk evangelie, zij het in verschillende versies, bestond. Dat was het evangelie van de Hebreeën. Dat zou oorspronkelijk geschreven zijn in het Aramees of Hebreeuws en gebaseerd op het canonieke evangelie volgens Matteüs. Dat evangelie van de Hebreeën werd door de kerkvaders toegeschreven aan  groepen christelijke joden als de Ebionieten of de Nazoreeërs.

### Hypotheses over aantal evangeliën
De reconstructie en ordening van deze fragmenten heeft binnen het vakgebied tot verschillende hypotheses omtrent samenhang en aantal daarvan geleid. Vanaf het midden van de twintigste eeuw was een hypothese van drie afzonderlijke en zelfstandige evangeliën de dominante opvatting. Het betrof dan  het evangelie van de Hebreeën, het evangelie van de Nazorenen en het evangelie van de Ebionieten. Een minderheid van met name Franse onderzoekers was van opvatting dat er slechts twee evangeliën bestonden, het evangelie van de Ebionieten en het evangelie van de Hebreeën/ Nazorenen. Enkele onderzoekers waren van opvatting, dat er slechts één joods-christelijk evangelie kon bestaan. Vanaf begin eenentwintigste eeuw is door onderzoekers echter toenemende kritiek op de hypothese van drie evangeliën.  Een exponent van de kritiek op deze hypothese is Petri Luomanen die een vernieuwde hypothese van twee evangeliën formuleerde. In die hypothese worden de fragmenten die in de hypothese van drie evangeliën toegeschreven worden aan het evangelie van de Nazorenen verdeeld in een verzameling van heel specifieke anti-rabbijnse teksten en een resterend deel dat beschouwd wordt als deel van het evangelie van de Hebreeën, dat op die wijze dan ook gereconstrueerd wordt.

### Religieuze noties in de evangeliën
Er is op het vakgebied consensus over het zelfstandig bestaan van het evangelie van de Ebionieten. Het joodse karakter komt onder meer tot uitdrukking in de opdracht die Jezus zijn leerlingen geeft om een getuigenis voor Israël te zijn. De offercultus in de tempel wordt verworpen. De meest kenmerkende christologische opvatting in de fragmenten is die van een vorm van adoptianisme. De kern daarvan is de overtuiging dat God Jezus pas als Zijn zoon adopteerde op het moment van de doop van Jezus. De consequentie daarvan is dat de groepering waarin dit evangelie ontstond ook de maagdelijke geboorte van Jezus ontkende.
Op basis hiervan wordt dit op het vakgebied ook wel geïnterpreteerd als de overtuiging dat de Geest van God bij de doop bezit nam van Jezus en hij tot zijn dood in het bezit bleef van die Geest. Die Geest werd Christus genoemd. Die Christus-Geest verliet hem aan het kruis.  Een aantal auteurs op het vakgebied zijn van opvatting, dat deze   'Geest- christologie' aanwezig was in de vroegste christelijke gemeenschap in Jeruzalem, onmiddellijk na de dood van Jezus. In die zin zou deze christologie in de groep waar dit evangelie ontstond bewaard zijn gebleven.
Er zijn ruim twintig fragmenten bekend die in de hypothese van drie joods-christelijke evangeliën benoemd worden als het evangelie van de Nazorenen. Die fragmenten komen alle voor in het werk van Hiëronymus. In de vernieuwde hypothese van twee joods-christelijke evangeliën worden die fragmenten verdeeld in een verzameling van specifieke anti-rabbijnse teksten en een resterend deel dat beschouwd wordt als deel van het evangelie van de Hebreeën dat op die wijze dan ook gereconstrueerd wordt. In die hypothese is dan ook geen ruimte meer voor een evangelie van de Nazoreeërs.
Er is consensus dat de fragmenten nauwelijks theologische inhoud hebben maar vooral handelen over de joodse wet en het joodse volk. De auteur van deze teksten richt zich vooral tegen het joodse leiderschap en joodse instituties zoals de Joodse tempel. De fragmenten tonen aan dat de groep waarin die teksten ontstonden in grote onmin leefde met de rest van de joodse gemeenschap. De term evangelie van de Nazorenen dateert uit de negende eeuw en werd voor het eerst gebruikt door Paschasius Radbertus (785-865).
In de hypothese van drie joods-christelijke evangeliën bestaat het evangelie van de Hebreeën uit zeven fragmenten. De zeven passages kennen geen directe parallellen met passages uit het Nieuwe Testament. Dat heeft bij een deel van het vakgebied tot de conclusie geleid dat dit evangelie geschreven is zonder hulp van een canonieke traditie. De fragmenten zouden gebaseerd zijn op materiaal dat al aanwezig was voor het tot stand komen van de canonieke evangeliën. Dit deel van het vakgebied plaatst de herkomst van dit evangelie in Egypte. In de vernieuwde hypothese van twee evangeliën leidt de reconstructie van dit evangelie tot een grotere omvang en wordt in de eerste helft van de tweede eeuw gedateerd. Het evangelie moet ontstaan zijn in joodse gemeenschappen in eerst de hellenistische diaspora en daarna onder Syrisch sprekende joden. Pas daarna kreeg het evangelie bekendheid in Egypte. Er is consensus dat de inhoud van de fragmenten van dit evangelie vooral gebaseerd is de joods-christelijke wijsheidsliteratuur. De Wijsheid wordt in dit evangelie voorgesteld als de Heilige Geest die 'Moeder' wordt genoemd. De Geest daalt neer voor de gehele mensheid, maar in dit evangelie is het vooral Jezus waarnaar gezocht wordt. Iedereen 'die de Geest bezit' kan een Zoon genoemd worden maar Jezus is de Zoon met de speciale missie.
Een meerderheid op het vakgebied is van opvatting dat alle joods-christelijke evangeliën geschreven zijn in de periode na het schrijven van de synoptische evangeliën. De laatste werden geschreven door de meer hellenistische stroming binnen het vroegste christendom. Voor de eerste gelovigen in Christus was het nieuwe geloof geen echte breuk met hun joodse identiteit en praktijk. Die groep had ook weinig behoefte aan verhalen over het ontstaan van het christendom. De Hebreeuwse Bijbel, de Septuagint en een verzameling van uitspraken van Jezus volstond. Pas na het uitkomen van de Griekstalige synoptische evangeliën ontstond bij enkele groepen binnen het vroegchristelijk jodendom de behoefte aan eigen verhalen vanuit al bestaand materiaal.

### Andere literatuur
De  pseudo-Clementijnse roman is een pseudepigrafisch werk. In de tekst wordt die toegeschreven aan Clemens I (overleden 99) die in de traditie bisschop van Rome was als tweede (of derde) opvolger van Petrus. Het heeft de literaire vorm van een – fictieve – autobiografie waarin Clemens Petrus vergezelt op zijn zendingsreizen naar Syrië. De tekst is bewaard gebleven in een Griekse versie Homilieën (redevoeringen) en een Latijnse versie Recognitiones (herkenningen). De teksten dateren van eind vierde eeuw. Er is consensus bij onderzoekers dat aan beide versies gemeenschappelijke bronnen die een of twee eeuwen ouder zijn ten grondslag liggen. Die oorspronkelijke teksten zijn ontstaan in een vroegchristelijke gemeenschap van Syrische joden.
In de tekst is de magiër Simon Magus de grote tegenstander van Petrus. Ferdinand Christian Baur (1792 – 1860) betoogde op basis van de Pseudo-Clementijnse roman dat Simon Magus nooit heeft bestaan, maar een bijnaam was van de apostel Paulus. Sommige argumenten die Simon volgens de Pseudo-Clementijnse roman gebruikte in zijn discussie met Petrus, werden namelijk ook gebruikt door Paulus - bijvoorbeeld dat hij Jezus niet bij leven had gezien, maar wel na diens dood, in een visoen. Bij uitbreiding waren de opvattingen van Simon eigenlijk de opvattingen van Paulus. De vijandige reactie van Petrus op Simon was dus eigenlijk zijn reactie op Paulus. Dit past bij het feit dat de Pseudo-Clementijnse roman in de 4e eeuw werd gebruikt door de ebionieten, die krachtig tegenstander waren van Paulus en hem zeker niet wilden erkennen als apostel. Deze opvatting heeft opvolgers gehad als Abraham Dirk Loman (gerekend tot de school van de Radicale Kritiek) in de 19e eeuw, Hermann Detering in de 20e eeuw en Dr. Robert Price (aanhanger van de Jezusmythe) in de 21e eeuw.
In de roman spreekt Petrus vooral over de 'ware profeet' die zich al door de gehele geschiedenis had geopenbaard. Die profeet had zich al in Adam gemanifesteerd en uiteindelijk in Jezus. De kennis van de ware profeet is identiek met de Mozaïsche wet. Mozes had de Wet wel ontvangen, maar niet zelf neergeschreven. Dit zou door anderen op zeer onzorgvuldige wijze zijn geschied. De opdracht van de ware profeet was de mensheid te leren te onderscheiden tussen de echte Mozaïsche teksten en de onechte. Onechte passages zijn dan bijvoorbeeld de teksten waarin God menselijke eigenschappen worden toegekend en waarin de offercultus in de joodse tempel wordt aanbevolen. In de roman wordt de apostolische autoriteit van Petrus gegrondvest op de overtuiging dat hij de opvolger is Mozes. Alleen hij is  rechtmatige verkondiger van de Mozaïsche waarheid van de ware profeet. De opponent van de 'ware profeet' was de 'vrouwelijke profetie' die sinds Eva het kwaad in de wereld vertegenwoordigde. Paulus was een vertegenwoordiger van deze 'vrouwelijke profetie'.
De Elchasaieten waren een arameestalige baptistische groepering van christelijke joden. Hun woongebied was het noorden van Mesopotamië. Zij worden beschreven in geschriften van Hippolytus (omstreeks 170 - omstreeks 235), Origenes (ca. 185 – 253) en Epihanius (ca.315- 403). Uit die beschrijvingen wordt duidelijk dat zij beschikten over een boek dat wel het boek van Elchesai wordt genoemd. Uit die bronnen is te reconstrueren in welke omstandigheden het boek moet zijn geschreven alsmede een deel van de inhoud.
Een engel met de naam Elchesai (Verborgen Macht) had aan de auteur van het boek geopenbaard dat binnen drie jaar een grote oorlog zou plaatsvinden tussen de volkerenengelen van de goddeloze machten. De engel had gigantische afmetingen. Hij was ruim 160 kilometer hoog; zijn voetafdruk bedroeg ruim twintig kilometer. De engel werd vergezeld van een vrouwelijke engel met identieke afmetingen die de naam Heilige Geest had. De engel had ook laten weten welke handelingen er door joden moesten worden verricht om op de Dag des oordeels het eeuwige leven te verkrijgen. Zij moesten tegenover een aantal niet menselijke getuigen, zoals de hemel, het water, het zout en de aarde verklaren niet meer te zondigen. De engel zou dan op de dag van het oordeel in hun voordeel spreken.
De Aramese tekst werd spoedig vertaald in het Grieks. In die versie is het gedeelte over de apocalyptische gebeurtenissen vervangen door een astrologische waarschuwing tegen de oorlogsgod Mars. Het boek werd in de Griekse versie nog steeds benoemd met de Aramese naam Elchesai. Voor Griekstalige lezers ging daarmee echter het verband tussen de titel van het boek en de naam van de engel verloren. Na enige tijd was de mening ontstaan dat Elchesai de naam van de ontvanger van de openbaring moest zijn geweest.
De Elchasaieten hadden – net als de groep waar de pseudo-Clementijnse literatuur ontstond – de overtuiging van een reeks verschijningen van Christus. Zij geloofden in de maagdelijke geboorte van Jezus, die op aarde was verschenen om de offercultus te vervangen door een rituele waterdoop. Er is echter geen zekerheid of deze overtuigingen in het boek voorkwamen. De door missionarissen van de Elchasaieten uitgedragen overtuiging dat na het begaan van een zware zonde na de christelijke doop vergeving mogelijk was door een hernieuwde doop moet wel gebaseerd zijn op het boek van Elchesai.